# Lardizabalaceae
Lardizabalaceae é uma família de plantas angiospérmicas (plantas com flor - divisão Magnoliophyta), pertencente à ordem Ranunculales.
A ordem à qual pertence esta família está por sua vez incluida na classe Magnoliopsida (Dicotiledóneas): desenvolvem portanto embriões com dois ou mais cotilédones.
Esta família possui cerca de 45 espécies em 8 géneros.
As folhas são alternadas e compostas (normalmente palmadas). As flores estão agregadas em inflorescências.
São nativas do extremo oriente, dos Himalaias ao Japão, com excepção dos géneros Lardizabala e Boquila nativos do Chile.

## Gêneros
| - Akebia - Boquila - Decaisnea - Holboellia | - Lardizabala - Sargentodoxa - Sinofranchetia - Stauntonia |